# Torry Holt
College Football Hall of Fame 2019
(en) Statistiques sur pro-football-reference
Torry Holt est un joueur américain de football américain, né le 5 juin 1976 à Greensboro (Caroline du Nord), qui évolue au poste de wide receiver (receveur écarté).

## Biographie

### Carrière universitaire
En 1998, il cumule 1 604 yards à la réception et 16 touchdowns.

### Carrière professionnelle
Il est drafté au 1er tour (6e choix) par les Rams de Saint-Louis en 1999.
Au 21-10-06, Holt a disputé 116 matchs de NFL et cumulé 10 013 yards à la réception et 61 touchdowns. Il a réalisé six fois plus de 1300 yards en saison.
Le 15 octobre 2006, il devint le joueur qui a obtenu le plus rapidement 10 000 yards à la réception en carrière.
Le 20 avril 2010, il signe un contrat d'un an avec les Patriots de la Nouvelle-Angleterre.

## Palmarès

### Universitaire
- 1998 : 8e du trophée Heisman

### NFL
- Vainqueur du Super Bowl en 1999-2000
- Finaliste du Super Bowl en 2001
- Pro Bowl : 2000, 2003, 2004, 2005